# Syrgenstein

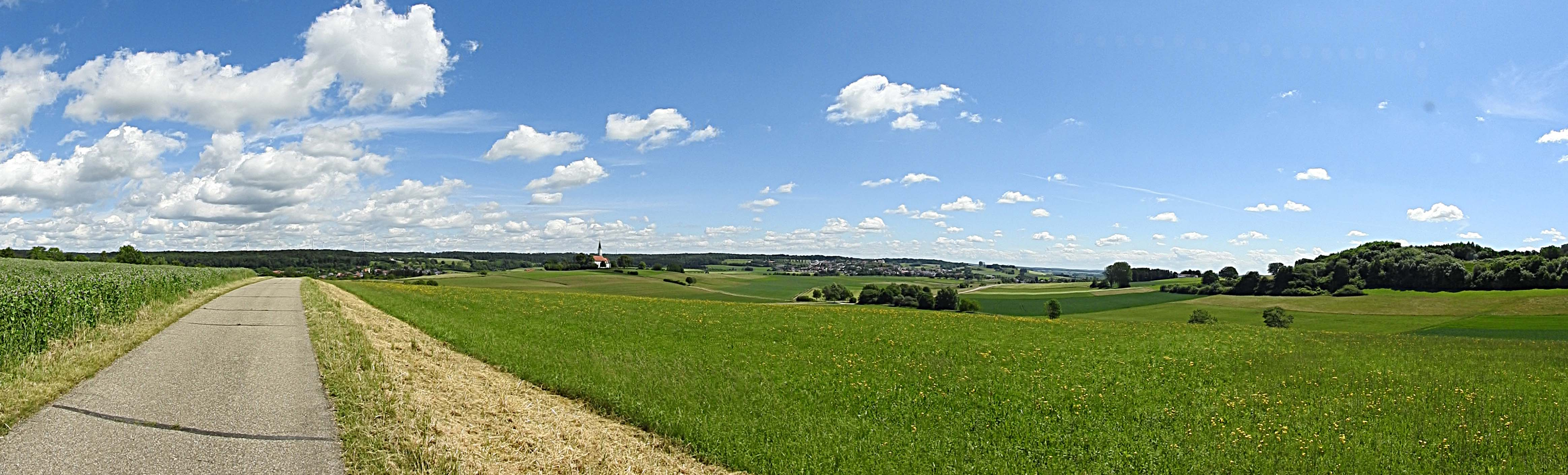
Syrgenstein mit Staufen und Altenberg von Westen

Syrgenstein ist eine Gemeinde im Landkreis Dillingen an der Donau in Bayern. Der Sitz der Gemeindeverwaltung und der Verwaltungsgemeinschaft Syrgenstein befindet sich im Gemeindeteil Landshausen.

## Geographie

### Lage
Die Gemeinde liegt im Nordwesten Bayerisch-Schwabens an der Grenze zu Baden-Württemberg. Im Gemeindeteil Staufen befindet sich der höchste Punkt im Landkreis Dillingen. Nächste größere Stadt ist das etwa sechs Kilometer entfernte Giengen an der Brenz.

### Gemeindegliederung
Die Gemeinde hat 7 Gemeindeteile (ehemalige Gemeinden mit damaligen Gemeindeteilen; in Klammern ist der Siedlungstyp angegeben):
- Altenberg (Pfarrdorf)
- Ballhausen (Kirchdorf)
- Landshausen  (Kirchdorf) mit Martinshof (Einöde)
- Staufen (Kirchdorf) mit Alter Thurm (Einöde) und Viehmühle (Einöde)

Es gibt die Gemarkungen Syrgenstein, Landshausen und Staufen.

## Geschichte

### Bis zur Gründung der Vorläufergemeinden
Die reichsunmittelbaren Freiherren von Syrgenstein teilten sich seit 1693 die Landeshoheit sowie das Hochgericht in der Herrschaft Syrgenstein mit dem Herzogtum Neuburg. Das heute zur Gemeinde zählende Staufen bildete eine geschlossene Hofmark der Herren von Westerstetten und später der Grafen von Türheim. Im Zuge der Verwaltungsreformen im Königreich Bayern entstanden mit dem Gemeindeedikt von 1818 die Gemeinden Altenberg und Ballhausen.

### Eingemeindungen
Im Hinblick auf die anstehende Gemeindegebietsreform schlossen sich am 1. Juli 1970 die Gemeinden Altenberg und Ballhausen (557 Einwohner am 27. Mai 1970) zur neuen Gemeinde Altenberg zusammen. Diese wurde am 1. Februar 1971 in Syrgenstein umbenannt. Landshausen (739 Einwohner) kam am 1. Mai 1978 hinzu, Staufen (691 Einwohner) folgte am 1. Januar 1980.

### Einwohnerentwicklung
| Jahr      | 1961 | 1970 | 1987 | 1991 | 1995 | 2000 | 2005 | 2010 | 2015 | 2020 |
| --------- | ---- | ---- | ---- | ---- | ---- | ---- | ---- | ---- | ---- | ---- |
| Einwohner | 2626 | 2976 | 3038 | 3141 | 3381 | 3480 | 3607 | 3583 | 3658 | 3790 |

Zwischen 1988 und 2018 wuchs die Gemeinde von 3049 auf 3721 um 672 Einwohner bzw. um 22 %.

## Politik

### Gemeinderat
Der Gemeinderat besteht aus 16 Mitgliedern. Seit den Kommunalwahlen 2014 verteilen sich die Stimmanteile und Sitze wie folgt:
| Parteien und Wählergemeinschaften           | 2020  | 2020  | 2014  | 2014  |
| Parteien und Wählergemeinschaften           | %     | Sitze | %     | Sitze |
| ------------------------------------------- | ----- | ----- | ----- | ----- |
| CSU                                         | 29,9  | 5     | 23,6  | 4     |
| SPD                                         | 22,6  | 4     | 24,2  | 4     |
| Freie Wählervereinigung Landshausen         | 20,9  | 3     | 22,7  | 4     |
| Wahlgemeinschaft Staufen/Freies Bürgerforum | 13,5  | 2     | 16,2  | 2     |
| Freie Wählervereinigung Ballhausen          | 7,2   | 1     | 7,1   | 1     |
| REP                                         | 5,9   | 1     | 6,2   | 1     |
| Gesamt                                      | 100,0 | 16    | 100,0 | 16    |
| Wahlbeteiligung in %                        | 65,6  | 65,6  | 52,8  | 52,8  |

### Bürgermeister
Erste Bürgermeisterin ist seit 1. Mai 2020 Mirjam Steiner (SPD); sie setzte sich in der Stichwahl am 29. März 2020 gegen Ralf Kindelmann (CSU) mit 58,0 % der Stimmen durch. Im ersten Wahlgang hatte sie unter drei Bewerbern 47,0 % erreicht. Ihr Vorgänger war von Mai 1984 bis April 2020 ihr Vater Bernd Steiner (SPD/Unabhängige Bürger). Steiner (* 1953) war damit insgesamt 36 Jahre lang Gemeindeoberhaupt und trat zur Wahl am 15. März 2020 nicht mehr an.

### Wappen
|  | Blasonierung: „Geteilt; oben in Silber ein schwarzer Schrägbalken, der mit einem goldenen Adler belegt ist; unten wieder geteilt, oben gespalten von Rot und Silber, unten Blau, belegt mit einem goldenen Zinnenturm.“ |
|  | |

## Bauwerke
- Katholische Pfarrkirche St. Johannes Evangelist in Altenberg, geweiht 1765

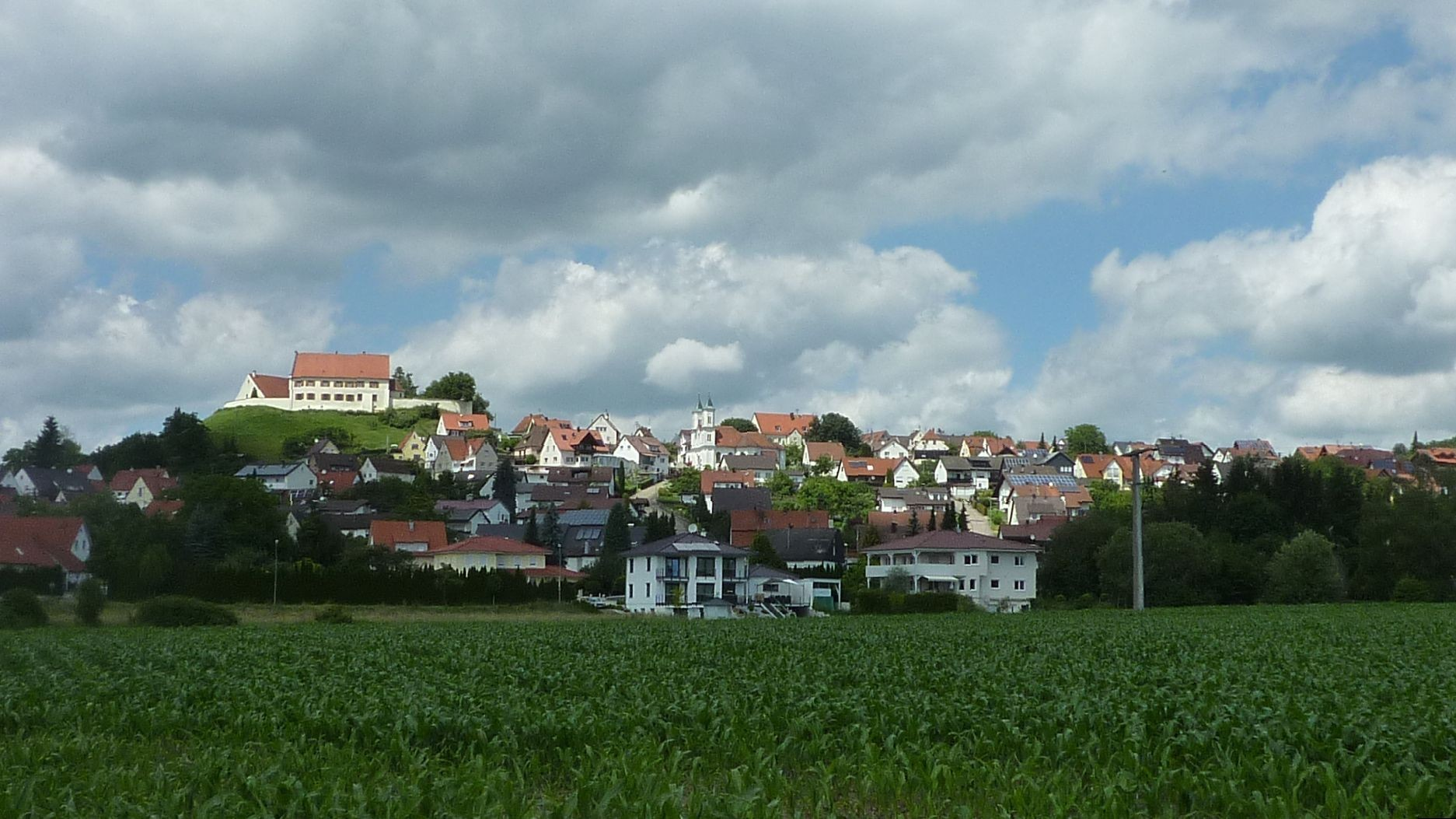
Altenberg

- Schloss Altenberg: 1361–1637 im Besitz der Herren von Westerstetten, danach der Herren von Syrgenstein (auch als Sürgen bekannt), die im Allgäu Ministerialen des Klosters St. Gallen waren und ihren Stammsitz auf Schloss Syrgenstein hatten. Sie errichteten um 1693 das heutige Schloss. 1798 Verkauf an die Fürsten zu Oettingen-Wallerstein. 1982 vom Freistaat Bayern erworben, der es 1986 an Prinzessin Clothilde von Liechtenstein verkaufte.[11]
- Katholische Pfarrkirche St. Martin in Staufen

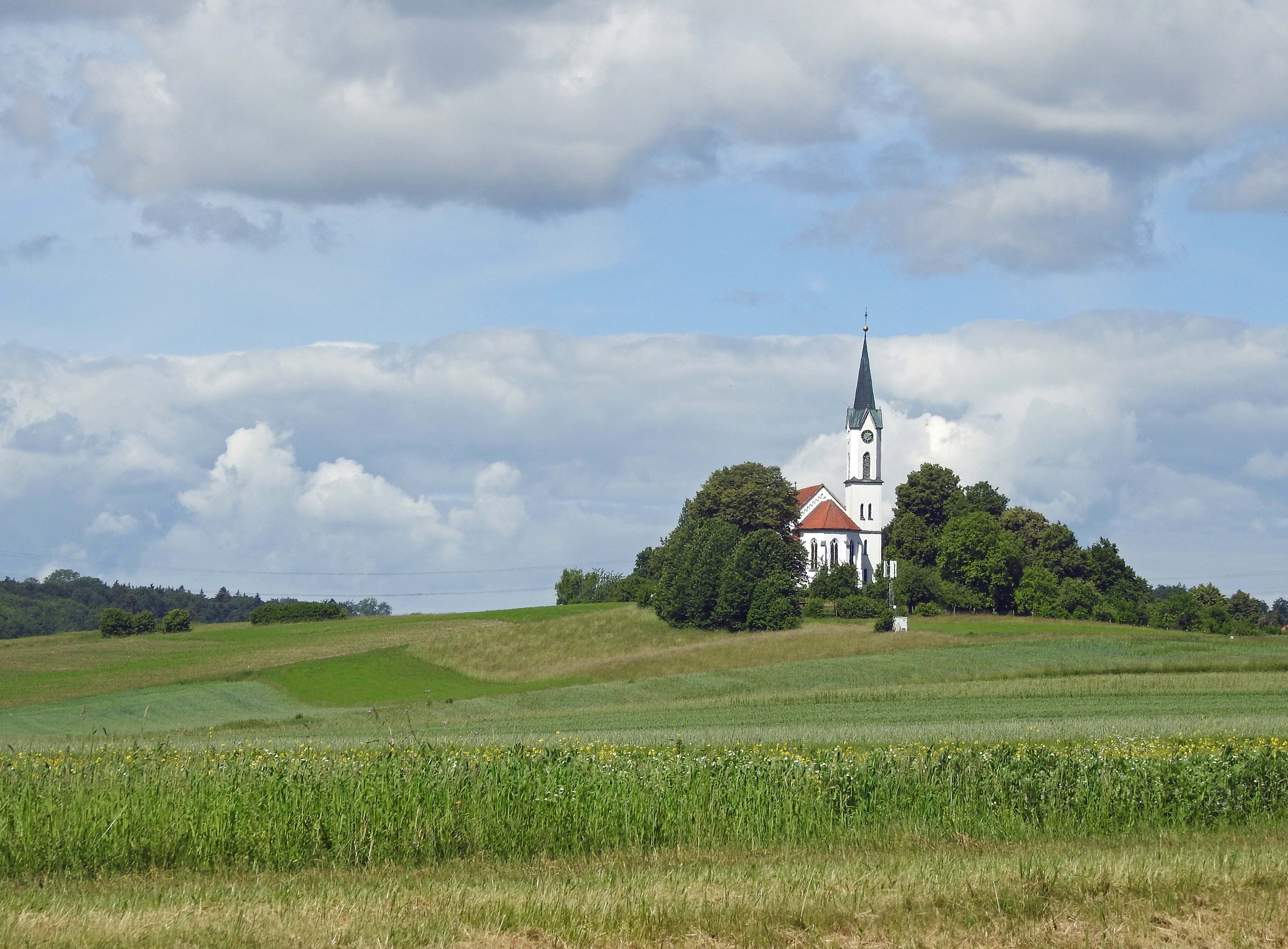
Kirche St. Martin in Staufen von Osten

- Staufener Schlössle, erbaut im 16. Jahrhundert
- Staufener Klingenplatz (Kneippanlage)
- Turmruine der Burg Bloßenstaufen

## Wirtschaft und Infrastruktur

### Wirtschaft einschließlich Land- und Forstwirtschaft
Im Jahr 2021 gab es nach der amtlichen Statistik im produzierenden Gewerbe 140 und im Bereich Handel und Verkehr 149 sozialversicherungspflichtig Beschäftigten am Arbeitsort. In sonstigen Wirtschaftsbereichen waren am Arbeitsort 265 Personen sozialversicherungspflichtig beschäftigt. Sozialversicherungspflichtig Beschäftigte am Wohnort gab es 1672. Im verarbeitenden Gewerbe gab es zwei, im Bauhauptgewerbe sieben Betriebe. Zudem bestanden im Jahr 2020 12 landwirtschaftliche Betriebe mit einer landwirtschaftlich genutzten Fläche von 294 ha, davon waren 168 ha Ackerfläche und 126 ha Dauergrünfläche.
Die Gemeindesteuereinnahmen betrugen 3.542.000 Euro im Jahr 2021, davon waren 469.000 Euro (netto) Gewerbesteuereinnahmen.

### Bildung
Es gibt folgende Einrichtungen (Stand 2022):
- Kindergärten in Altenberg, Bachhagel, Staufen und Zöschingen
- Bachtal-Grundschule Syrgenstein-Bachhagel mit Schulgebäuden in Syrgenstein und Bachhagel